# Grolsch

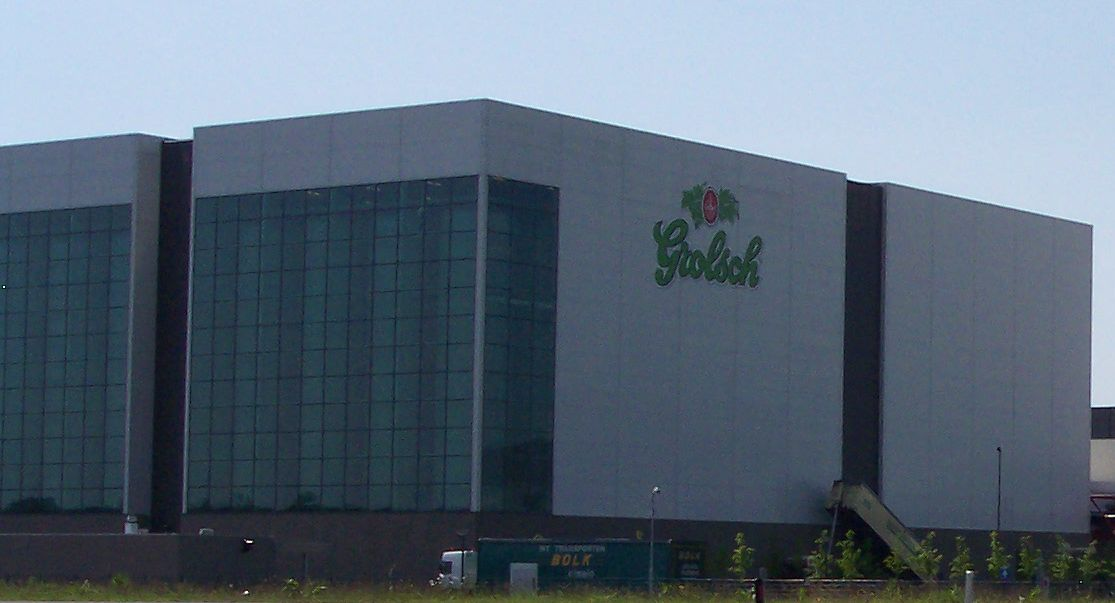
Die neue Brauerei bei Enschede

Koninklijke Grolsch N.V. (niederländische Aussprache: [ɣrɔls]) ist eine niederländische Brauerei mit Sitz in Boekelo bei Enschede.
Ursprünglich stammt das Unternehmen aus der Stadt Groenlo (Grolle/Grol) und trägt daher deren Namen. Wegen steigender Nachfrage wurde eine zweite Brauerei in Enschede eröffnet. Nach einer Explosion in der Nachbarschaft wurde die Brauerei jedoch an den jetzigen Standort verlegt und die Brauerei in Groenlo wurde geschlossen. Seit 1615 wird bei Grolsch Bier gebraut. Unternehmensgründer war Willem Neerfeldt. 2008 übernahm der weltweit agierende SABMiller-Konzern das Unternehmen. 2016 unterzeichneten SABMiller und die japanische Brauereigruppe Asahi einen Vertrag, in dem bestimmt wird, dass Asahi die Marken Peroni, Grolsch und Meantime übernimmt. Der Verkauf wurde mit der Fusion von AB-InBev und SABMiller im Oktober 2016 vollzogen.

## Produktpalette
Die aktuellen Sorten für den niederländischen Markt sind:
- Premium Pilsner (Pils)
- Het Kanon (Starkbier, 11,6 % Alkohol)
- Lentebok (Frühlings-Bockbier)
- Herfstbok (Herbst-Bockbier)
- Weizen (nach bayrischer Art gebrautes Weißbier)
- Premium Blond (Mild)
- Stender (0,5 % Alkohol)
- Radler (2 % Alkohol)
- Kornuit (Pils, 5 % Alkohol)

Weizen, Pilsner und Stender werden nach dem deutschen Reinheitsgebot gebraut.

## Verbreitungsgebiet

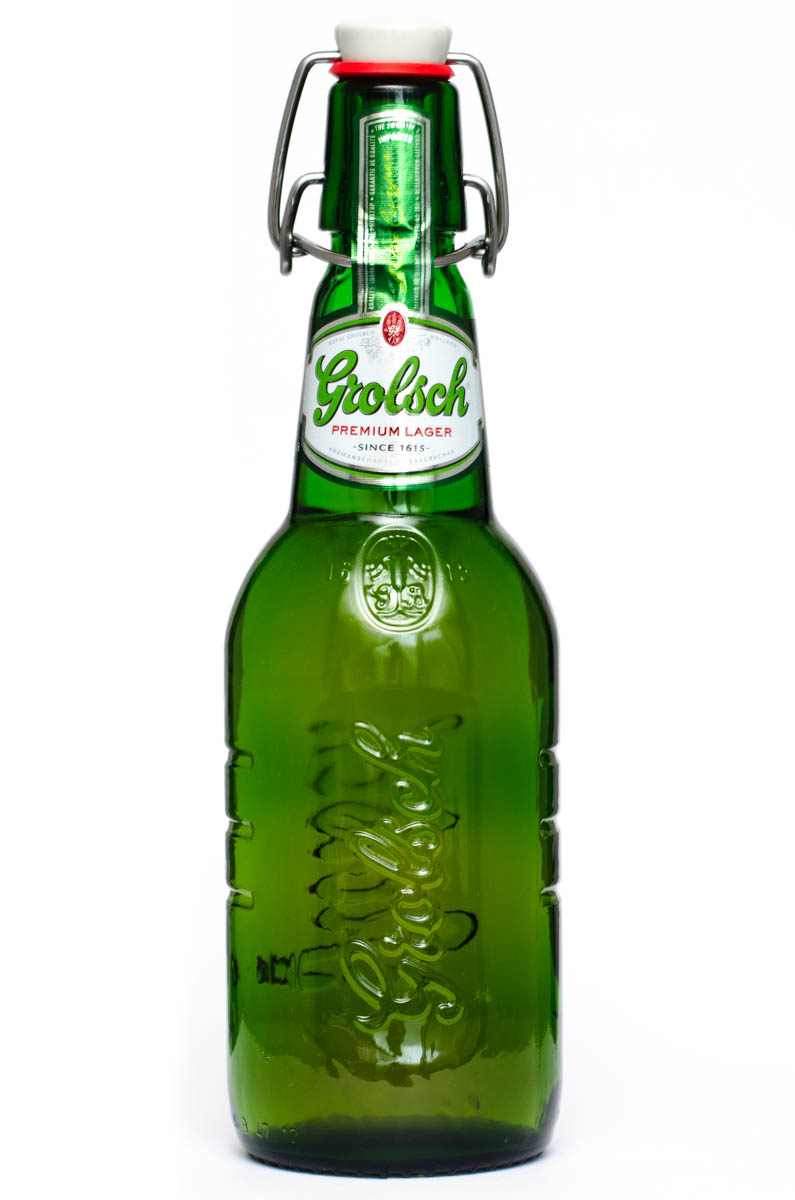
Grolsch-Flasche mit 0,45 l Inhalt

Grolsch ist weltweit in über 160 Staaten erhältlich. Neben dem Stammmarkt in Benelux fokussiert sich Grolsch insbesondere auf die Märkte in den USA, dem Vereinigten Königreich, Kanada, Australien und Neuseeland. 2008 erfolgte die Markteinführung von Grolsch in Afrika.
In Deutschland ist Grolsch vor allem im Münsterland und im Ruhrgebiet weit verbreitet. Hier wird insbesondere das Premium Pilsner in 0,45 l-Flaschen mit Bügelverschluss vertrieben. Seit der Übernahme durch SABMiller ist die Bedeutung von Grolsch auf dem deutschen Markt stark gewachsen.

## Wettbewerbsverstoß
Im April 2007 wurde gegen Grolsch – neben den anderen beteiligten niederländischen Brauereien bzw. Tochterunternehmen von Heineken, Bavaria und InBev – in einem Wettbewerbsverfahren der EU-Kommission wegen Absprachen auf dem niederländischen Biermarkt in den Jahren 1996 bis 1999 eine Geldbuße von rund 32 Millionen Euro verhängt. Gegen diese Entscheidung der Kommission erhob Grolsch am 3. Juli 2007 Nichtigkeitsklage vor dem damaligen Gericht erster Instanz. Mit Urteil vom 15. September 2011 entschied das Gericht der Europäischen Union, dass der Klage von Grolsch stattgegeben und der Entscheid der Kommission wegen eines Begründungsmangels für nichtig erklärt wird.